# Art-thérapie
 (février 2023).
Si vous disposez d'ouvrages ou d'articles de référence ou si vous connaissez des sites web de qualité traitant du thème abordé ici, merci de compléter l'article en donnant les références utiles à sa vérifiabilité et en les liant à la section « Notes et références ».

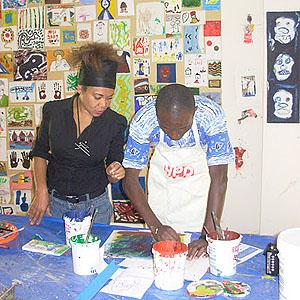
Un atelier d'art-thérapie au Sénégal.

L’art-thérapie est une méthode visant à utiliser le potentiel d'expression artistique et la créativité d'une personne à des fins psychothérapeutiques ou de développement personnel,.
Son efficacité sur la santé des patients est avérée et reconnue par l'OMS : menage-claire, « Selon l’OMS, l’art thérapie est bénéfique pour la santé mentale et physique », sur Psychologies.com, 27 février 2023 (consulté le 17 avril 2025)

## Définition
Certaines écoles d'art-thérapie qui la pratiquent tendent à avoir une définition similaire de l'art-thérapie, la décrivant comme « une pratique de soin fondée sur l'utilisation thérapeutique du processus de création artistique », ou encore : « La thérapie ajoute à l'art le projet de transformation de soi-même. L'art ajoute à la thérapie l'ambition de figurer de façon énigmatique les grands thèmes de la condition humaine. La création - acte et résultat - peut permettre la transformation profonde du sujet créateur. L'art-thérapie consiste en un accompagnement de ces créations dans un parcours symbolique au service du développement de la personne vers un aller-mieux ».
Dans son édition de 2010 de L'art-thérapie dans la collection « Que sais-je ? », Jean Pierre Klein donne ces différentes définitions :
- « accompagnement thérapeutique de personnes mises en position de création de telle sorte que leur parcours d’œuvre en œuvre fasse processus de transformation d’elles-mêmes. »
- Définition plus succincte : « accompagnement thérapeutique de personnes, généralement en difficulté, à travers la production d’œuvres artistiques. Art-thérapeute : artiste, ou professionnel de la relation d’aide, pratiquant l’art-thérapie. »
- « Médiation artistique : intervention d’un artiste auprès de personnes en difficulté pour qu’elles contactent leur potentiel créateur et redeviennent par là davantage sujets d’elles-mêmes. L’art-thérapie est davantage à la perception, à la prise en compte et à la résolution des phénomènes transférentiels renvoyant aux projections intersubjectives dans l’œuvre. »[6]

Néanmoins, il existe plusieurs approches de la psychothérapie par l'art avec différentes références théoriques et pratiques, parfois assez éloignées. Les différentes écoles et formations en témoignent.
Le terme art-thérapie est parfois même controversé (Voir par exemple le livre de Jean Florence : Art et thérapie, des liaisons dangereuses), certains praticiens des approches psycho-thérapeutiques par l'expression artistique ou la créativité préférant donner d'autres noms à leur pratiques (« expression créatrice analytique » pour Guy Lafargue, « médiations expressives » pour Jean Broustra, « médiations thérapeutiques », « thérapies médiatisées », « groupes à médiations », etc.).

## Genèse de l'art-thérapie

### Association de l'art au désir de soigner

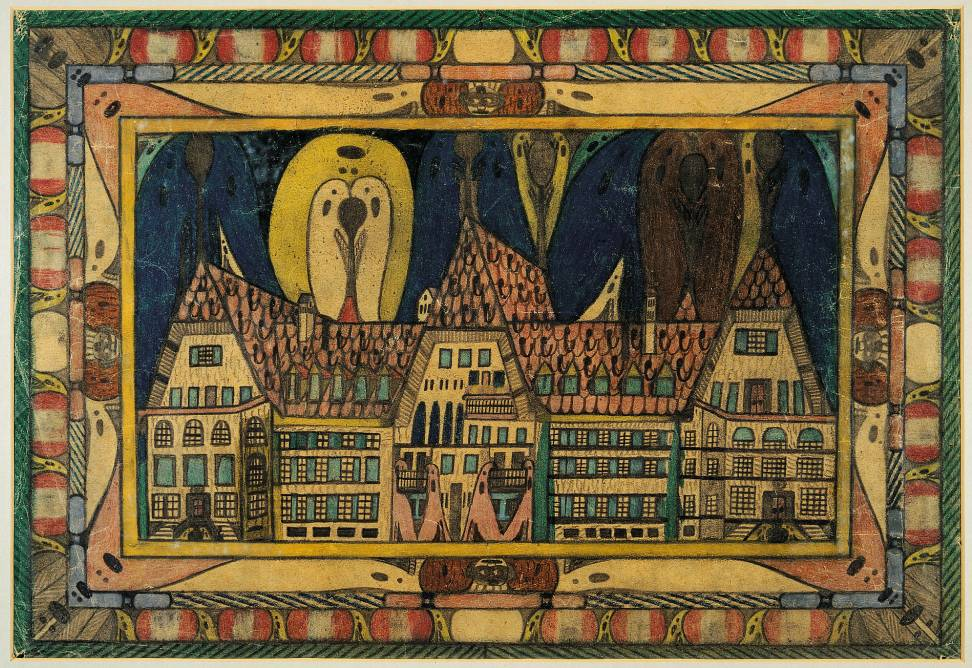
Tableau d'Adolf Wolfli.

Le pouvoir thérapeutique de l'art est évoqué depuis la nuit des temps. À partir de la Renaissance déjà les écrits d’esthétique évoquent souvent le pouvoir « curatif » de la peinture, comme le peintre Giovanni Battista Armenini qui a écrit que la gaieté des « grotesques » des Loges de Raphaël au Vatican pouvait traiter la mélancolie.
Au début du XXe siècle, des psychiatres étudient les productions des personnes internées dans les hôpitaux psychiatriques, ils en dégagent une catégorie qu'ils nomment « art psychopathologique ».[réf. souhaitée]
Les ouvrages de Walter Morgenthaler, Hanz Prinzhorn et Robert Volmat sont parmi les principaux pour comprendre la croissance de l'art-thérapie. Le premier ouvrage éclairant est celui de Walter Morgenthaler, médecin. Il publie en 1921 A Psychiatric Patient as Artist, un livre fondamental sur le lien entre art et maladie mentale. En 1922, il publie un ouvrage présentant les œuvres d'Adolf Wölfi, patient qui a réalisé une quantité importante de dessins et collages. Ce livre est très important dans l'histoire de l'art-thérapie, par le lien positif qu'il introduit entre maladie et création.
En 1955 paraît le livre L'Art psychopathologique de Robert Volmat consacré à l'exposition internationale d'œuvres créées par des patients de 1950. Notons que Volmat crée, avec Jean Delay, la société internationale de psychopathologie de l'expression.
Winnicott, avec sa théorie de la transitionnalité, a été le précurseur des thérapies usant de médiations artistiques (cf plus loin).
En 1984, Gisela Pankow développe d'importants travaux autour du modelage. Selon elle en effet, le modelage permet de travailler sur la représentation de son corps.

### De l'art brut à l'art-thérapie

#### Edward Adamson au Royaume-Uni

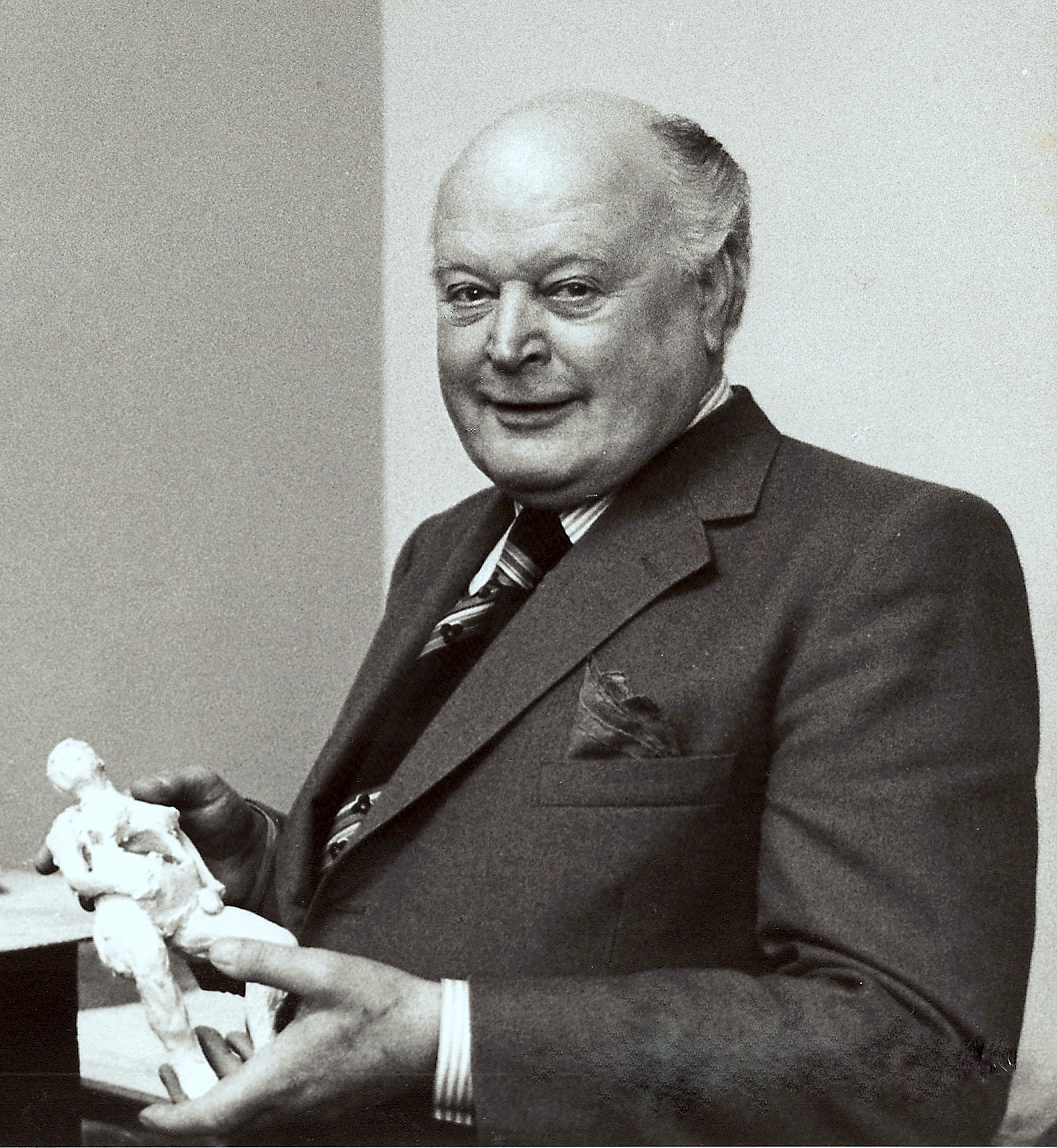
Edward Adamson, pionnier de l'art-thérapie, ayant oeuvré à la reconnaissance de cette discipline dans les pratiques institutionnelles, en offrant aux patients un espace de calme et de libre création.

Edward Adamson (1911–1996) est considéré comme l'un des pionnier de l’art-thérapie au Royaume-Uni. Artiste formé et diplômé de l'école d'art de Bromley, il débute comme graphiste puis est objecteur de conscience durant la Seconde Guerre mondiale (servant comme infirmier).
Après-guerre, il collabore avec Adrian Hill, qui a introduit le terme « art-thérapie » en 1942, et participe à des programmes de médiation artistique dans les sanatoriums et produit des conférences sur ses résultats ; quand la tuberculose a été combattue par de nouveaux médicaments et que les sanatoriums ont fermé, il a transféré ses méthodes vers le domaine de la psychiatrie.
En 1946, il est recruté à l’hôpital psychiatrique de Netherne (Surrey), où le surintendant lui demande d’établir des séances d’art régulières pour les patients, en écho aux théories du psychiatre suisse Carl Gustav Jung qui croyait que la pratique artistique pouvait être un mécanisme de guérison. Il crée dans l'hôpital un studio-atelier d'art expérimental destiné aux patients internés, un lieu de calme et de créativité, qui est aussi un lieu d’acceptation. Y refusant les approches médicalisées, il prône une pratique libre et non interprétative de l’art, considérant les œuvres comme des expressions personnelles plutôt que des outils diagnostiques. Il a conservé environ des milliers d'œuvres réalisées par les patients, constituant ce qui deviendra la collection Adamson, aujourd’hui conservée, pour partie (5 500 œuvres environ), à la Wellcome Collection.
En 1964, il devient le premier président de la British Association of Art Therapists, tout en se distanciant progressivement du champ clinique pour se rapprocher du mouvement de l’Art Brut. Son ouvrage Art as Healing (1984), coécrit avec son compagnon John Timlin, témoigne de son approche humaniste et non interventionniste.

#### Jean Dubuffet et l'art brut
Jean Dubuffet, artiste peintre et sculpteur, découvre les productions de personnes internées en hôpital psychiatrique et se passionne pour ce type de création qu'il nomme l'art brut dans les années 1940. Il organise tout au long de sa vie de nombreuses expositions de productions issues de ce courant qu'il a contribué à faire connaitre.

#### André Breton et les surréalistes

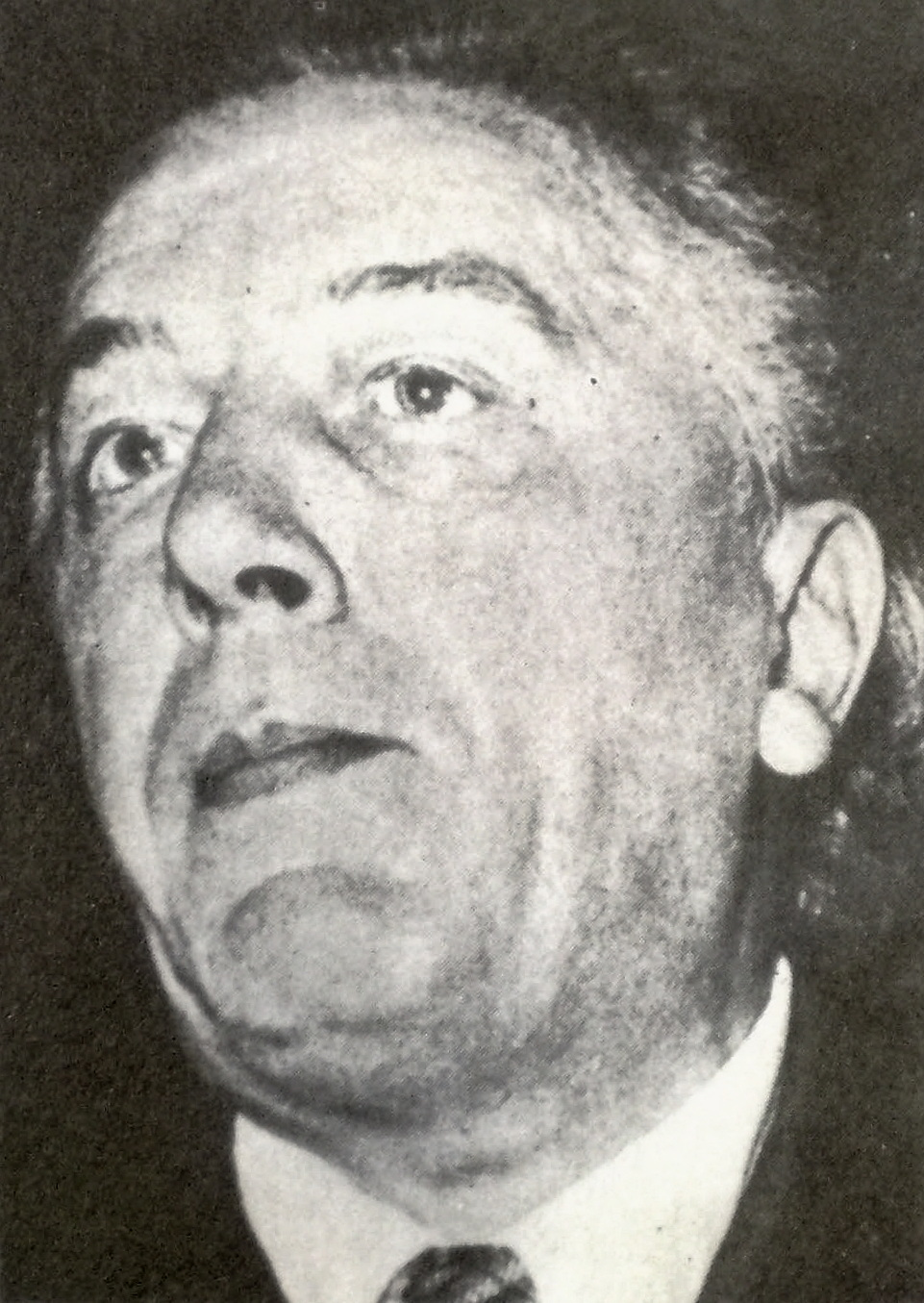
André Breton.

Chef de file des surréalistes, André Breton, tout comme ses amis du même mouvement artistique, s'est intéressé à l'expression de l'inconscient à travers la création artistique et s'est à ce titre intéressé aux publications de Marcel Réja, Hanz Prinzhorn et Walter Morgenthaler. Avec ses amis surréalistes, il expérimente diverses techniques permettant, d'après eux, de faire parler l'inconscient à travers la création, notamment l'écriture automatique ou la peinture.
Jean Dubuffet et André Breton font partie des fondateurs de l'association loi de 1901 la Compagnie de l'art brut en 1948.
Ceci contribue à la reconnaissance d'un art voulu « hors les normes » (pour reprendre leur expression), c'est-à-dire en dehors des normes académiques et des circuits habituels de l'art, ainsi que de liens entre création artistique et expression de l'inconscient.[réf. nécessaire]

#### Ergothérapie
Au cours du XXe siècle l'ergothérapie ou « thérapie occupationnelle » se développe dans les institutions de soin. Elle cherche à soigner, rééduquer, réhabiliter, restaurer des capacités physiques, psychiques, sociales, et sensorielles par l'activité, le travail. Parmi ces activités, on trouve des activités d'expression artistique.
Parmi les médecins du XIXe siècle ayant encouragé ces pratiques on trouve Philippe Pinel puis Jean-Étienne Esquirol, François-Emmanuel Fodéré, Étienne-Jean Georget, Joseph Guislain.
À partir de cette démarche se développent les premiers ateliers dits « d'expression libre », puis de plus en plus de tentatives d'utilisation de l'expression artistique à des fins psychothérapeutiques.

### Intérêt des psychologues et psychanalystes pour la création artistique

#### Travaux des psychanalystes sur l'utilisation de l'expression artistique
- Anna Freud (1895-1982), dans son ouvrage Le traitement psychanalytique des enfants (1945), évoque l'utilisation du dessin comme un « moyen de communication privilégié capable de susciter chez l'enfant des associations d'idées »[13].
- Donald Winnicott, pédiatre anglais (1896-1971), développe une théorie de la « transitionnalité » qui influence durablement les théories de l'art-thérapie et des médiations artistiques. Il invente notamment le terme de squiggle pour designer un dessin cocréé avec un enfant. Il le présente ainsi : « ... une espèce de test de projection dans lequel je joue un rôle. [...] Voici en quoi consiste le jeu : je fais un gribouillis (squiggle) et il le transforme, il en fait un à son tour, et c'est à moi de le transformer »[14]. Il évoque la notion d'espace potentiel. Il envisage l'œuvre comme un « objet transitionnel »
- Marion Milner évoque la notion de « médium malléable » en 1952 dans son article « Le rôle de l'illusion dans la formation du symbole ». Cette notion est reprise de nos jours par René Roussillon, psychologue clinicien et professeur à l'université Lyon 2.

#### Pédopsychatrie et psychothérapie d'enfants
- Melanie Klein, 1882-1960, psychanalyste d'enfants, développe la théorie du deuil et de la réparation dans le contexte de la cure et la technique psychanalytique du jeu.

### Développement de l'art-thérapie

#### En France
Jacques Soisson, artiste peintre, est aussi psychothérapeute pour enfants. À partir de 1966, il collectionne alors des peintures et dessins d’enfants et d’adolescents. Cette importante collection a fait l'objet, avec le concours de Anne et Arsène Bonafous-Murat, d'une donation au Musée de l'Hospice Saint-Roch, à Issoudun. Il crée plusieurs ateliers d'art-thérapie. Il collabore avec l’Institut Édouard Claparède de Neuilly.

##### Psychopathologie de l'expression
- Claude Wiart : il fonde en 1964 la Société française de psychopathologie de l'expression.
- Robert Volma fonde en 1959 la Société internationale de psychopathologie de l'expression et d'art-thérapie (SIPE-AT).

##### Courant de l'expression créatrice
Il est représenté par Arno Stern, Max Pagès puis Guy Lafargue et Jean Broustra. Leurs praticiens ne cherchent pas forcément un effet thérapeutique, voire s'en défendent : « L'important pour ceux qui se réclament de l'expression est l'accueil de ce qui vient sans que le travail sur la production soit encouragé. Beaucoup récusent l'art-thérapie et ont longtemps refusé le terme de création ».
Arno Stern est un des précurseurs des ateliers d'expression libre. Il est le créateur du dispositif du « clos-lieu » basé sur un certain nombre de principes (un lieu fermé sans fenêtres, une table-palette, des supports permettant de peindre des dessins de grandes surfaces), À ces conditions matérielles s'ajoutent des règles du lieu (en principe les peintures ne sortent pas de l'atelier, l'œuvre n'est pas destinée à être vue ou commentée par d'autres personnes, l'enfant ou l'adulte ne doit pas être influencé, il peint ce qu'il souhaite, et décide seul si son dessin est terminé).
Il théorise dès 1973 sa conception de l'expression créatrice dans son livre L'Expression. Il prône la non-directivité (aucun apprentissage, pas de techniques), persuadé qu'il suffisait de créer un environnement favorable pour que s'exprime de manière optimale la capacité créative des enfants (et aussi plus tard, le vérifiera-t-il avec les adultes).
- Max Pagès, psychosociologue, se réclamant de l'approche non-directive de Carl Rogers. Il développe des ateliers d'expression, utilisant différentes formes expressives (peinture, danse…). Il prône l'implication émotionnelle de l'animateur.
- À partir des années 1970, Guy Lafargue, psychologue clinicien et docteur en sciences de l'éducation, développe une approche d'ateliers d'expression qui débouchera dans les années 1980 sur le concept d'« art cru ». Il crée "les Ateliers de l'art cru" centre de formation à l'animation « d'ateliers thérapeutiques d'expression », actifs, entre 1984 et 2007 qui proposent des formations à son approche particulière. Il est l'auteur de certains livres comme Argile vivante qui sont des classiques de la littérature autour des médiations artistiques.

Résumant sa carrière sur son site, il décrit ainsi son approche : « En rupture avec l'hégémonisme de l'idéologie psychanalytique et avec les syncrétismes naissants des courants comportementalistes dans le domaine de la psychothérapie, je puise aux sources de mes propres expériences créatrices, de ma formation psychosociologique et de mes expériences tumultueuses avec certaines disciplines de l'Art contemporain notamment du théâtre, de la danse, de la musique de recherche électroacoustique. »
- Jean Broustra, psychiatre et psychanalyse développe une pratique d'ateliers d'expression créative, point de départ d'une réflexion et une théorisation développée dans différents articles et livres (Expression et psychose, L'Abécédaire de l'expression…).

##### Recherche psychanalytique française sur les médiations artistiques
- Didier Anzieu : ses recherches sur le « moi-peau » et ses suites (Les « contenants de pensée », etc.) ainsi que sur le groupe (Le concept d'« enveloppe groupale »…) ont grandement contribué à la théorisation sur la psychanalyse de groupe et son application à l'utilisation des médiations thérapeutiques.
- René Kaës. Avec le CEFFRAP et à la suite de Didier Anzieu, René Kaës développe la psychanalyse groupale dont les principes deviendront les références théoriques de l'utilisation des médiations artistiques en groupe et de la pratique de l'art-thérapie comme psychothérapie d'inspiration psychanalytique. Dans cette perspective, les œuvres créées dans les ateliers sont perçus dans la dynamique des mouvements transféro-contre-transférenciels à l'œuvre dans le groupe.
- Claudine Vacheret. Élève de René Kaës, elle développe la médiation « photo-langage », qui utilise des groupes de photos préalablement sélectionnés pour leur potentiel d'évocation symbolique aujourd'hui largement utilisée comme médiation thérapeutique mais aussi dans les groupes de formation.
- René Roussillon. Prolongeant la notion de Marion Milner, il reprend l'idée de médium malléable et en fait un objet de recherche, repris dans la théorisation psychanalytique de l'utilisation des médiations artistiques.
- Bernard Chouvier. Professeur de psychologie clinique à l'université Lyon 2, membre du CRPPC (Centre de recherche en psychopathologie et psychologie clinique). Effectue, depuis plusieurs années, un travail de recherche sur la clinique de la création.
- Anne Brun. Psychologue clinicienne, professeur de psychopathologie et psychologie clinique à l'université Lyon 2 et membre du CRPPC. Effectue, depuis plusieurs années, un travail de recherche sur les médiations thérapeutiques, notamment la médiation picturale auprès des enfants atteints d'autisme et de psychose, ainsi que sur l'approche psychanalytique des processus de création, notamment l'interaction entre littérature et clinique (Source: Sa page présentation sur le site du CRPPC : http://recherche.univ-lyon2.fr/crppc/spip.php?article77). Elle travaille actuellement sur une méthode d'évaluation des médiations thérapeutiques utilisant la médiation picturale.

Le centre d'études de l'expression. Clinique des maladies mentales et de l'encéphale. Centre hospitalier Sainte-Anne. Paris

#### Aux États-Unis
Les années 1940 : Margaret Naumburg
Les années 1950 : Édith Kramer
1979 : Lucia Capacchione publie sa méthode de journal créatif dans The Creative Journal, où elle combine l'écriture, le dessin et le collage.

### Les médiations thérapeutiques
Les médiations artistiques désignent l'utilisation de la création ou de l'expression artistique dans un objectif autre qu'esthétique. Dans la médiation, le médium, la discipline artistique (peinture, terre, danse, théâtre…) est utilisé dans un objectif thérapeutique, relationnel, de lien social, etc. Le résultat artistique n'en est donc pas l'objectif principal mais plutôt ce que l'utilisation de ce médium permet en rapport aux objectifs visés.
On parle de "médiation thérapeutique" ou de "thérapie médiatisée" utilisant les médiations artistiques lorsque ces médiations sont utilisées dans une visée thérapeutique. On parle aussi d'"art-thérapie".
Cette utilisation est faite par des professionnels du soin psychique : art-thérapeutes, psychologues, infirmiers, psychomotriciens, ergothérapeutes.

### L'utilisation des médiations artistiques pour faciliter la création de lien social
Elle peut être faite par des travailleurs sociaux ou des artistes qui cherchent à créer du lien social entre les personnes par l'utilisation de médiations artistiques. Cela peut se faire dans des quartiers défavorisés, des centres sociaux, des structures socio-culturelles ou même dans des écoles.[source secondaire nécessaire]

### L'utilisation des médiations artistiques pour promouvoir l’insertion sociale et professionnelle
Elle peut être utilisée par des éducateurs ou des travailleurs sociaux pour aider des personnes dés-insérées, désocialisées ou dans une perspective d’insertion professionnelle.[source secondaire nécessaire]

## Domaines d'intervention de l'art-thérapie

### Publics visés
Le public auquel s'adresse en général l'art-thérapie est un public en difficulté psychique ou à la recherche de développement personnel. Parmi le premier, on peut citer les personnes âgées atteintes de pathologies type Alzheimer ou de toutes difficultés liées au vieillissement, les personnes souffrant d'un handicap mental ou psychique (autisme, trisomie…), les personnes atteintes de maladies mentales (schizophrénie, etc.) ou de difficultés psychiques passagères plus ou moins longues (dépression, deuil…). L'art-thérapie peut s'adresser à des personnes de tous âges (enfants, adolescents, adultes, personnes âgées) et doit s'adapter à ces différents publics. Certains praticiens de l'art-thérapie se spécialisent parfois auprès de certains publics spécifiques avec lesquels ils ont plus l'habitude de travailler. Certains types de handicaps impliquent une adaptation du cadre.

### Lieux de pratique
L'art-thérapie peut se pratiquer en institution médico-sociale ou de soin (foyer de vie, hôpital de jour, unité d'hospitalisation complète, EHPAD, maison de retraite…) ou en exercice libéral, dans le cabinet d'un psychologue ou l'atelier d'un art-thérapeute.
En pratique institutionnelle, la prise en charge, qu'elle soit individuelle ou en groupe, s'adapte au lieu dans lequel elle est pratiquée, notamment en fonction de ses différentes contraintes (horaires, lieux, etc.) dans la mesure de leur compatibilité avec le cadre spécifique d'une prise en charge en art-thérapie.
L'articulation entre les différents cadres : institutionnel, de l'atelier, cadre interne du thérapeute, est parfois qualifié d'emboitement des cadres (sur ce point, voir René Kaës, L'institution et les institutions, Dunod, 2003).

#### Les musées
Les musées sont des lieux propices à des séances d'art-thérapie, autant pour la prise en charge individuelle qu'en groupe.  Le peintre Adrian Hill, lui-même père fondateur de l'art-thérapie, a lancé les débuts des pratiques muséales à des fins thérapeutiques.  Son concours avec la Croix Rouge Britannique à la fin de la Seconde Guerre mondiale a créé le Red Cross Picture Library Scheme.  Cette exposition était destinée à présenter des reproductions photographiques réalisées par différents patients de sanatoriums. Cette exposition a été exportée dans les différents hôpitaux britanniques. Plusieurs autres expositions ont, depuis ce temps, vu le jour un peu partout avec la même visée.  Le système de diffusion qu'offrent les musées constitue une chance unique pour l'art-thérapie de se développer rapidement.  La diffusion du message de bien-être et de recherche de la santé implantée dans les projets muséaux contribue à la popularisation de l'art-thérapie.
À l'intérieur d'un musée, les gens sont tous jugés de la même façon.  Les œuvres, peu importe les artistes, sont des œuvres d'art.  Les musées sont des endroits sans jugement, ce qui rejoint les prémisses de l'art-thérapie.  Les ateliers et les concours proposés par les musées sont incitatifs aux gens marginaux. Les patients malades peuvent aussi y retrouver un lieu où ils peuvent trouver un refuge sécurisant, peu importe leur santé.
Des projets de collaborations entre des musées et des hôpitaux sont souvent mis de l'avant. Le musée d’Art et d’Histoire de Dreux a tenté l'expérience avec l’hôpital Victor Jousselin pour une exposition en 2014. Aussi, l’Association des galeries d’art contemporain de Montréal collabore depuis 1990 avec la Fondation des maladies mentales pour mettre sur pieds des expositions. Des initiatives comme celle-ci permettent la libre expression des gens qui peuvent avoir de la difficulté à s'exprimer due à une maladie ou à la suite de traumatismes.  La rencontre entre des gens souffrants et des artistes donne lieu à des moments créatifs et sentimentaux particuliers.

##### Le Musée des Beaux-Arts de Montréal
Le Musée des Beaux-Arts de Montréal (MBAM) offre depuis novembre 2016 un pavillon destiné à l'art-thérapie.  Leur concept était de permettre l'exploitation de leur environnement et de leurs expositions à des fins de bien-être, mieux-être et d'amélioration de la santé.  En collaboration avec le Centre de services en justice réparatrice, le MBAM offre 12 différents projets d'art-thérapie aux personnes qui se présentent sur place.  Avec une variété de matériels à leur disposition, les gens peuvent peinturer, colorier, dessiner et même s'exercer à la couture. L'objectif de ce programme est de renouer avec la créativité enterrée par les traumatismes. Différentes formes d'art sont offertes afin de permettre à chaque participant de faire ressortir l'émotion qu'il souhaite témoigner. L'accueil chaleureux que procure le MBAM permet de recevoir des participants de tous genres. Des femmes en traitements pour un cancer du sein ou en rémissions ont justement accès à des séances particulières d'art-thérapie au MBAM.

## Méthode
L'objectif de l'art-thérapie donné par ses pratiquants est de décomposer l’ensemble des mécanismes (psychiques, physiques et sociaux) en jeu dans l’activité artistique afin de les utiliser pour le soin de l'individu ou l’aide sociale avec l'objectif d'améliorer la qualité de vie par la compréhension du soi.

### Différentes médiations utilisées en art-thérapie

#### Peinture
La peinture est fréquemment utilisée en art-thérapie. Elle fait l'objet de consignes libres ou avec contraintes. Les productions ainsi créées font parfois l'objet d'expositions même si certains auteurs le déconseillent (par exemple Anne Brun dans Médiations thérapeutiques et psychose infantile).

#### Argile
L'argile est également utilisé en art-thérapie pour ses propriétés sensorielles ainsi que pour sa capacité à faciliter l'expression des aspects archaïques de la psyché[style à revoir],,.

#### Collage
Le collage est une médiation basée sur le principe de découpage d'éléments en papier (Journaux, papiers spéciaux de couleurs et textures diverses, images récupérées çà et là) et de composition à partir de ces différents éléments.
« Le collage, ce n'est finalement rien d'autre qu'une association d'images (Prévert disait "montage"), un travail de mise en relation d'éléments hétéroclites, voire hétérogènes dont la composition finale ouvre sur une représentation originale ».
Elle s'appuie sur les créations qui dans l'histoire de l'art ont utilisé cette technique, les œuvres de Georges Braque ou Picasso au début du XXe siècle, les collages dadaïstes (Kurt Schwitters), ceux des surréalistes (André Breton, Max Ernst…), les "montages" de Jacques Prévert…
Lors d'une séance de collage, on utilise la plupart du temps des journaux et papiers divers disposés sur une table dans lesquels les participants peuvent découper des éléments qui les interpellent et qu'ils vont ensuite coller sur une feuille prévue à cet effet. En résulte une composition qui fait miroir à l'état psychique de la personne l'ayant créée. On peut aussi utiliser des mots découpés dans des journaux.
Pour le psychologue et psychanalyste lyonnais, Jean Paul Petit, formateur en médiations artistiques,« l'essentiel du travail du collage est ce travail de mise en lien : liens entre les images dans la composition, liens entre images et vécus, imaginaire et affects, reconnaissance de son inscription dans son histoire ».
Parmi les personnes ayant travaillé sur le collage en tant que médiation, on peut également citer Jean Broustra. À propos du collage, il écrit : « Il nous semble que le désir de collage met en tension une libido narcissique… Cette tension se détend par un double mouvement qui est prédation, pulsion d'emprise et ensuite partage du butin jusqu'à un hypothétique rééquilibrage hanté par les trous que ça peut laisser ».

#### Vidéo
La vidéo peut-être utilisée comme une médiation thérapeutique. Elle est parfois utilisée en psychiatrie lors d'ateliers où les participants créent une séquence filmée avec l'aide de l'animateur de l'atelier qui peut être un infirmier, un psychologue, un vidéaste-intervenant ou un art-thérapeute. Les travaux de Guy Lavallée, psychanalyste, membre de la Société psychanalytique de Paris, créateur et animateur d’ateliers thérapeutiques, utilisent l’image à l’hôpital de jour pour adolescent du Centre Étienne-Marcel à Paris,

#### Clown, clown thérapie et clowanalyse
La pratique du Clown est perçue notamment par Delphine Cézard, comme un moyen d'accéder à une autre forme d'authenticité.
D'aucuns considèrent que le clown partage un certain nombre de points communs avec les thérapies comportementales et cognitives tels que :
- Vivre et agir dans l’instant présent;
- Accepter ses émotions, quelles qu'elles soient;
- Être libre corps et âme, au-delà des conventions sociales les plus ancrées;
- Être prêt à se nourrir de ses échecs…

Le psychiatre Jean-Christophe Seznec considère que les techniques du clown méritent d'être utilisées dans un cadre psychothérapeutique. Elles sont de nature à renforcer l'affirmation de soi et à expérimente puis le cas échéant développer d'autres attitudes vis-à-vis de nos propres symptômes.
En France, c'est Rosine Rochette qui a lancé la clown-thérapie. Elle s'appuie sur les théories gestaltistes. Aujourd'hui retraitée, elle a créé le Centre de Recherche sur le Clown Contemporain et son association a publié une revue consacrée au clown contemporain. La Clownanalyse, née de la même mouvance, est une pratique d'intervention sociale dans laquelle le clown renvoie à l'institution dans laquelle il intervient une image distanciée de ce qui s'y passe,. Elle permet de noter et révéler des paradoxes et ambivalences dont les premiers concernés n'ont pas spontanément conscience. « Le jeu métaphorique, l'effronterie et la dérision, [permettent] une prise de distance avec les problèmes ainsi dédramatisés ».
Cuisine, Cuisine Thérapie
La Cuisine est un médiateur qui a été développé en 2015 par Emmanuelle Turquet Tout comme la peinture, les ingrédients sont utilisés comme un langage métaphorique (un peu comme la palette d’un peintre) pour explorer ses émotions et ses modes de fonctionnement.
Médiateur familier et accessible, la cuisine est un outil corporel qui invite à se (re)connecter à ses 5 sens. Ludique et ouvrant la voie à la créativité, elle permet de lâcher plus facilement avec le mental et aide à entrer en contact avec soi et à explorer ses émotions.
Actuellement, deux projets de recherche son en cours avec le Professeur Jean-Luc Sudres Le 1er en libéral auprès d’un public souffrant de difficultés dans la relation à la nourriture et le 2e avec une clinique spécialisée sur la prise en charge de l’obésité en région Occitanie. ‌

### Différentes approches et références théoriques

#### Psychanalyse de groupe et école lyonnaise
On peut aussi citer[style à revoir] dans l'utilisation des médiations artistiques, notamment en groupes thérapeutiques à médiation d'inspiration psychanalytique, les références à la psychothérapie psychanalytique de groupe avec des psychanalystes comme Didier Anzieu et René Kaës.[réf. nécessaire]
Cette approche est notamment développée par l'école lyonnaise, avec des auteurs comme Anne Brun, Bernard Chouvier, René Roussillon, Claudine Vacheret, professeurs à l'université Lyon 2. Cette approche des médiations thérapeutiques y est enseignée dans le cadre du diplôme universitaire « Soin psychique, créativité et expression artistique » (DUSOPCEA).

## Évaluation des bénéfices de l'art-thérapie
En 2019, l’OMS a reconnu deux aspects possiblement bénéfiques des arts sur la santé : prévention et promotion de la santé, prise en charge et traitement. Les recherches menées durant 20 ans, selon une méta-analyse de plus de 3000 études dans le monde (notamment faites dans la Région européenne de l’OMS) concluent que les arts jouent un rôle essentiel dans la prévention, la promotion et le traitement en matière de santé, appelant à une reconnaissance accrue et à une action intersectorielle pour renforcer leur impact. Selon l'OMS, l'art thérapie peut diminuer le stress et ainsi améliorer la prise en charge de maladies non transmissibles (cancer, maladies respiratoires, diabète, les maladies cardiovasculaires…), et aussi potentiellement être un soutien aux soins de fin de vie. Certains travaux laissent penser que l'art-thérapie peut améliorer la cohésion sociale et contribuer à diminuer les  inégalités et iniquités sociales, qui sont deux importants déterminants sociaux de santé (santé mentale notamment). 
Mais malgré cet intérêt croissant pour les effets de l'art sur le bien-être mental, émotionnel et cognitif, l'évaluation précise de son efficacité sur diverses pathologies et troubles mentaux et développementaux, neurodéveloppementaux et neurologiques (dont troubles du spectre autistique (TSA), paralysie cérébrale, accidents vasculaires cérébraux (AVC), sclérose en plaques, démences…) reste imprécise (sur la schizophrénie par exemple). En ce qui concerne la schizophrénie, l'efficacité thérapeutique de l'art-thérapie n'a pas été scientifiquement démontrée., les expérience et travaux scientifiques de qualité étant rares et limités par des faiblesses méthodologiques et conceptuelles : ainsi, en novembre 2023, le Conseil national de l'Ordre national des infirmiers en France concluait que la quarantaine de méta-analyses existantes recensant plus de 2 500 études menées sur l'art-thérapie concluent à l'absence de preuves concernant son efficacité réelle sur la santé des patients.
En 2025, selon Véronique Agin et Denis Vivien, les études disponibles manquent généralement de rigueur expérimentale (pas de définition claire de l’art comme agent thérapeutique, faiblesse statistique liée à un échantillon trop réduit, protocoles non randomisés, groupes témoins inadéquats et analyses statistiques parfois inappropriées. En outre, les corrélats neuronaux cités par certains travaux ne prouvent pas qu'il y ait un lien de causalité entre l’exposition artistique et les effets sur la santé. Le musée des Beaux-Arts de Caen a proposé de lever ces limites en accueillant une étude interdisciplinaire (neurosciences associées à la psychologie cognitive et aux sciences numériques) pour mesurer in situ les effets d’une visite muséale sur le bien-être de 200 adultes en bonne santé. L’eye tracking, la spectroscopie proche infrarouge (NIRS) et des capteurs électrodermaux y aident les chercheurs à analyser les réponses émotionnelles, cognitives et cérébrales des participants (avec ou sans médiation pour évaluer comment la médiation peut influer sur les stratégies d’exploration visuelle des participants), afin de produire des données plus robustes et valides, pour mieux comprendre les mécanismes sous-jacents à l’impact de l’art sur la santé. Mais selon V. Agin et D. Vivien, même dans ce cas, un cadre théorique plus solide et d’une standardisation des méthodes d'évaluation sont nécessaires pour que les arts soient pleinement reconnus comme leviers thérapeutiques, qui pourraient alors être plus soutenus par les politiques de santé publique.

## Statut de l'art-thérapie en France
L'art-thérapie ne bénéficie d'aucune reconnaissance officielle en France. En 2011, le Ministère de la Santé et des Sports rappelle que son caractère scientifique n'est pas avéré, et plusieurs rapports d'enquête de l'Assemblée nationale, du Sénat et de la Miviludes font remonter des dérives sectaires de cette pratique.
- Le « titre d'art-thérapeute » (Commission Nationale des Certifications Professionnelles - Ministère de la Formation Professionnelle)
- Le master à l'université Paris Descartes
- Le master psychologie clinique et médiation thérapeutique par l'art à l'université de Nice

Plusieurs DU (diplôme universitaires) Tours, Grenoble, Lille, Paris, Montpellier, Toulouse…
L'art-thérapie se développe actuellement comme discipline paramédicale, avec pour objectif d'asseoir sa légitimité auprès du corps médical.

## L'art-thérapie au Canada

### Pionniers de l'art-thérapie au Canada

#### Selwyn et Irene Dewdney
Le couple encourageait l'utilisation de l'art comme véhicule pour l'émancipation des patients psychiatriques marginalisés. Ensemble, ils ont développé des techniques centrées sur la structuration de l'approche artistique dans le traitement de leurs patients. Ils ont aussi travaillé avec des vétérans de guerre.

##### Selwyn Dewdney
Selwyn Dewdney (en) était missionnaire, artiste, enseignant, géographe et écrivain. En 1949, il fut invité au Westminster Veteran's Hospital à London, Ontario, où il fut donné le titre d'art-thérapeute. Il fut rejoint par sa femme, Irene Dewdney en 1954. En 1972, il quitte les domaines de l'art-thérapie et du travail social.

##### Irene Dewdney
Irene Dewdney a principalement travaillé avec des patients psychiatriques pendant sa carrière, mais vers la fin elle s'est intéressée aussi aux enfants et aux adolescents. Pendant les années soixante-dix, elle était très reconnue dans son domaine, et fut encouragée à enseigner l'art-thérapie. Ce qui était un programme de formation informel est devenu le Post Graduate Diploma Program in Art Therapy à l'Université Western Ontario en 1986.

#### Marie Revaï
Marie Revaï était une artiste détenant un diplôme en enseignement de Budapest. Après l'invasion communiste de la Hongrie en 1949, Marie et sa sœur se sont enfuies à Paris, où Marie a étudié le cubisme. Les deux sœurs ont immigré au Canada en 1951, plus précisément à Montréal. Marie fut formée au Musée des Beaux-Arts de Montréal et fut engagée en 1957 au Allan Memorial Institute comme spécialiste de l'art. En 1967, elle a été invitée à donner une conférence à Paris pour la Société internationale de psychopathologie de l'expression. En 1972, elle est reconnue comme art-thérapeute agréée par l’American Art Therapy Association.  Pendant sa carrière, elle organisait des expositions pour les œuvres de ses patients psychiatriques, ce qui a plus tard mené à l'établissement du programme d'art-thérapie à l'Université de Concordia en 1983, après avoir captivée Leah Sherman, la directrice Fine Arts à l'Université. Marie Revaï fut un des premiers membres de l'Association Américaine d'Art-Thérapie et de l'American Society of Psychopathology of Expression. Elle a proposé que les créations artistiques soient utilisées comme outil de diagnostic chez les patients psychiatriques.